# Quartett (Kartenspiel)

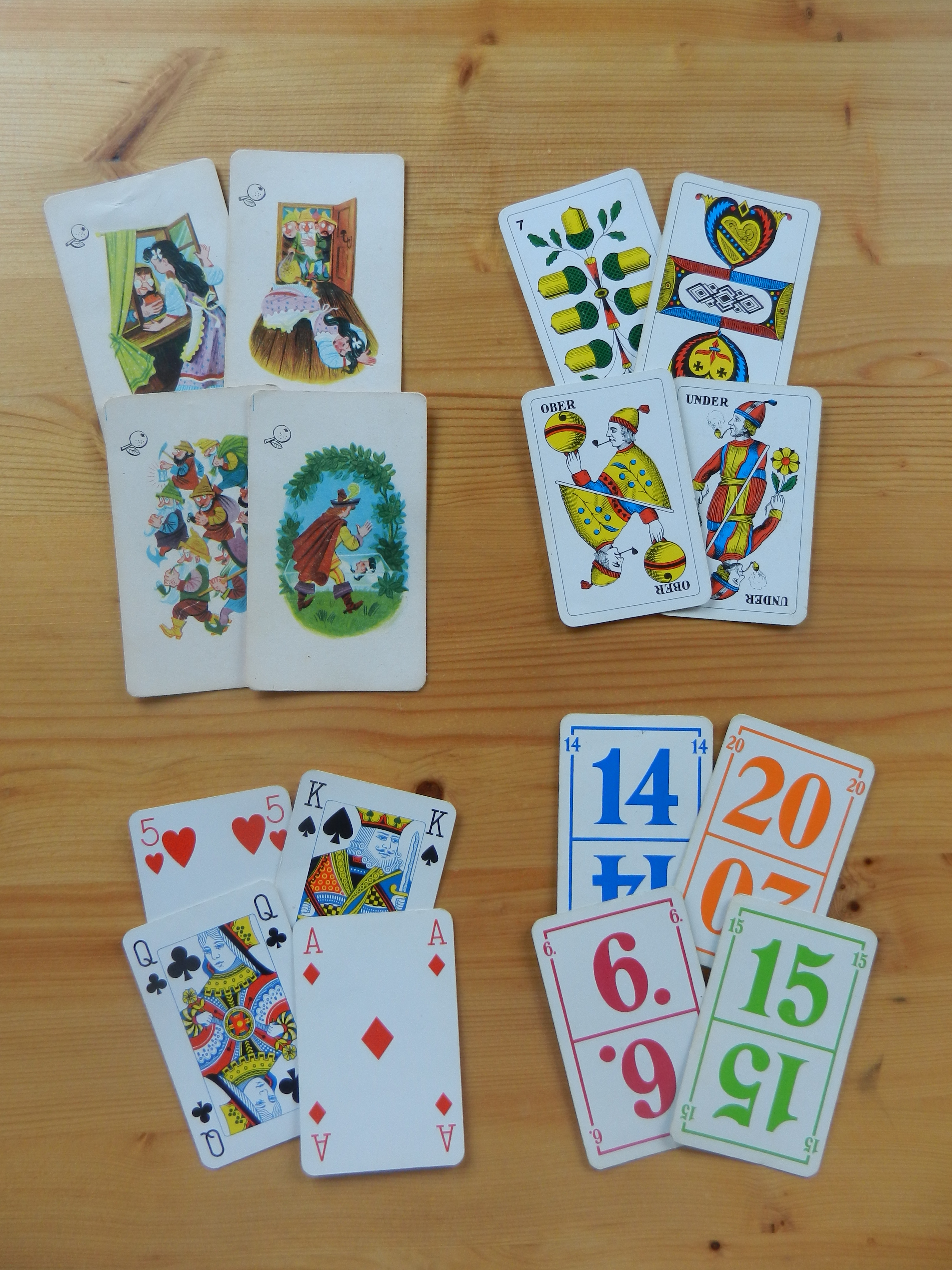
Links oben ein Quartett-Spiel, daneben zwei traditionelle Kartenblätter sowie Elfer raus!

Quartett ist ein vor allem bei Kindern beliebtes Kartenspiel. Ziel des Spiels ist es, möglichst viele Quartette, das sind Sätze von vier zusammengehörigen Karten, zu sammeln. Quartett ist unter den Namen Happy Families (Großbritannien), Jeu de familles (Frankreich), Gioco delle famiglie (Italien) sowie Authors (Großbritannien und USA) bekannt.

## Klassisches Quartett

### Das Spiel für drei oder mehr Personen
Quartett wird meist mit einem Paket spezieller Motivkarten gespielt, die gerade für Kinder auch mit dem Ziel verbunden sind, Symbole, Zusammenhänge und Inhalte zu lernen. Es ist aber auch möglich, mit traditionellen Spielkarten zu spielen. Ein Paket Quartettkarten besteht meistens aus acht Quartetten, d. h. aus 32 Karten. Welche Karten jeweils zu einem Quartett gehören, wird durch Symbole oder einen Index angezeigt, so bilden z. B. die Karten E1, E2, E3 und E4 ein Quartett. Oder bei anderen Quartettspielen gehören z. B. 1A, 1B, 1C und 1D zusammen.
Zunächst werden die Karten gemischt und einzeln an die Spieler verteilt – dabei erhalten unter Umständen einige Spieler eine Karte mehr als andere. Der Spieler links vom Kartengeber beginnt das Spiel und fragt einen beliebigen Mitspieler nach einer eindeutig bezeichneten Karte, die ihm zur Bildung eines Quartetts fehlt; z. B. „Eva, hast du den Herz-König?“ oder „Michael, hast du die Karte E3?“
Ein Spieler darf nur dann nach einer bestimmten Karte fragen, wenn er von dem betreffenden Quartett mindestens eine Karte in der Hand hält. Hat der befragte Mitspieler die gesuchte Karte, so muss er sie dem Fragenden herausgeben, und dieser darf weiterhin von seinen Mitspielern ihm fehlende Karten fordern. Wenn jedoch ein Befragter die gewünschte Karte nicht besitzt, dann ist dieser an der Reihe nach Karten zu fragen. Sobald ein Spieler ein vollständiges Quartett, z. B. vier Könige, besitzt, legt er dieses offen vor sich auf den Tisch. Hat ein Spieler keine Karten mehr in der Hand, so ist er aus dem Spiel, und sein linker Nachbar darf als nächster nach Karten fragen.
Wer bis Spielende die meisten Quartette sammeln kann, gewinnt.

### Das Spiel zu zweit
Wenn nur zwei Spieler teilnehmen, erhält jeder zehn Karten. Die restlichen Karten werden als Talon oder Haufen verdeckt auf den Tisch gelegt. Wer eine gesuchte Karte nicht erhält, nimmt die oberste Karte des Stapels in sein Blatt, während der andere fragen darf. Ansonsten gelten die Regeln des Spiels für drei oder mehr Personen.

## Go Fish
Go Fish ist ein dem Quartett ähnliches Spiel, das als (in damaliger Schreibweise) Andare à piscere in Italien bereits im Jahre 1585 dokumentiert ist und heute vor allem im englischen Sprachraum verbreitet ist.
Go Fish wird von drei bis sechs Personen mit einem Paket zu 52 Blatt französischer Karten oder einem speziellen Go-Fish-Blatt gespielt. Jeder Spieler erhält fünf Karten, der Rest wird als Talon verdeckt zur Seite gelegt. Der Spieler links vom Teiler beginnt das Spiel.
Der Unterschied zu Quartett besteht darin, dass ein Spieler nicht nach einer bestimmten, einzelnen Karte, wie etwa „Herz-König“ fragt, sondern den angesprochenen Mitspieler auffordert, ihm alle Karten eines bestimmten Ranges zu geben, also etwa „Michael, gib mir deine Könige“. Dabei gilt, dass ein Spieler nur dann nach Karten eines bestimmten Ranges fragen darf, wenn er selbst zumindest eine derartige Karte besitzt. Besitzt der angesprochene Spieler keine einzige Karte des geforderten Ranges, so antwortet dieser (englisch) mit „Go fish“.
Der Spieler, der vergeblich Karten gefordert hat, nimmt dann die oberste Karte vom Talon in sein Blatt, und der Mitspieler, der „Go fish“ geantwortet hat, darf nun selbst Karten von anderen Mitspielern fordern. Ansonsten gelten dieselben Regeln wie bei Quartett. Ziel des Spiels ist es, die meisten Quartette, welche hier als Books bezeichnet werden, zu sammeln.

## Quartett-Spielkarten

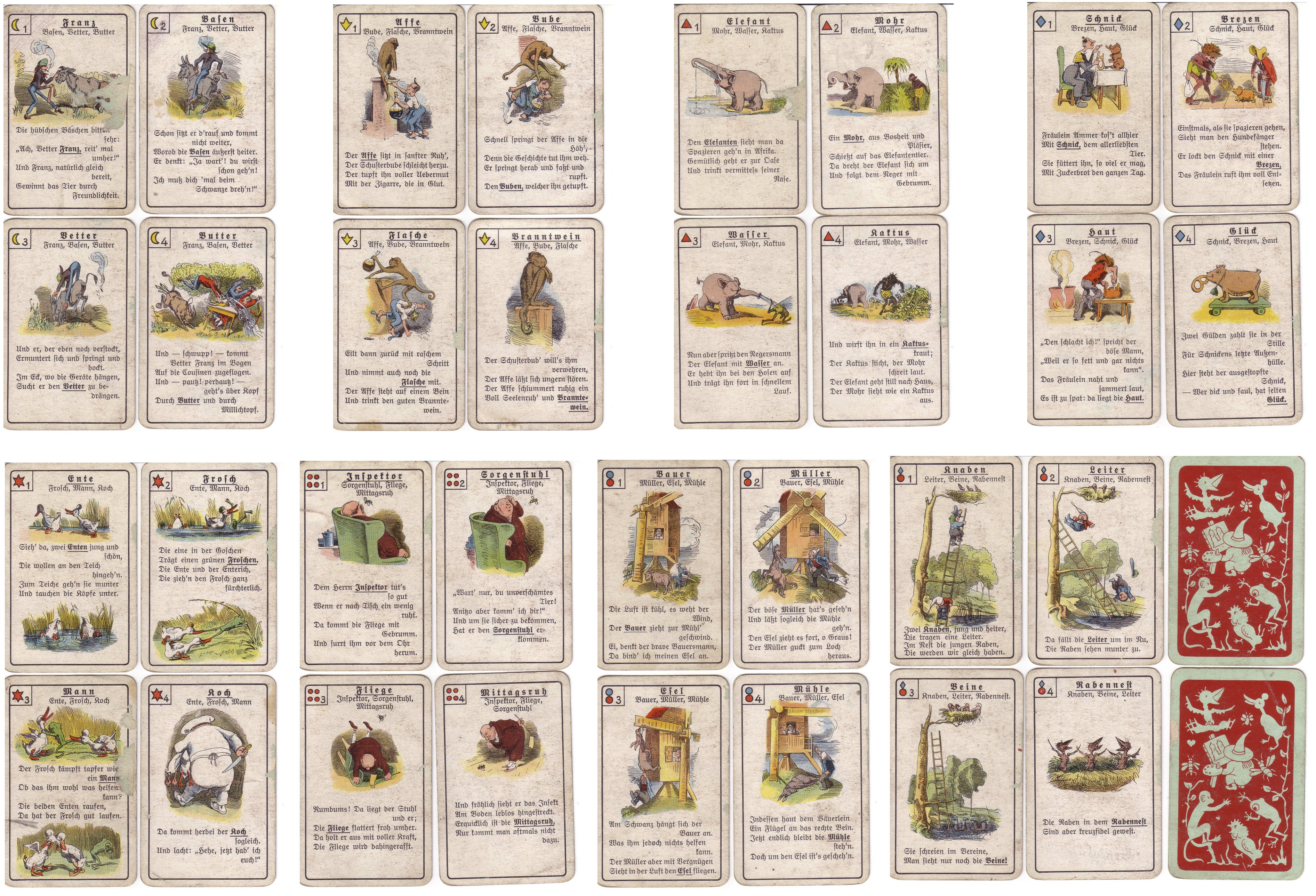
Quartett mit Motiven von Wilhelm Busch

Bei der Gestaltung von Quartett-Spielkarten werden Motive aus unterschiedlichsten Wissensgebieten verwendet, so etwa Karten mit Abbildungen von Tieren, Märchenfiguren, Städten oder bekannten Persönlichkeiten. Die in den USA übliche Bezeichnung Authors für dieses Kartenspiel leitet sich von einem weit verbreiteten Schriftsteller-Quartett ab. Es gibt Quartette, die vorwiegend für Kinder hergestellt werden und teilweise auch pädagogischen Zwecken dienen, auf der anderen Seite Spielkarten für Erwachsene zur Unterhaltung bis hin zu reinen Erwachseneninhalten.
Heute dominieren vor allem technische Themen. Das erste Autoquartett wurde 1952 von der deutschen Firma ASS herausgegeben. Neben Autoquartetten erfreuen sich Karten mit Fahrzeugen aller Art, wie Motorrädern, Schiffen und Flugzeugen großer Beliebtheit, da diese Karten auch für Supertrumpf verwendet werden können – bzw. sogar vorwiegend für Supertrumpf verwendet werden, sodass dieses Spiel gelegentlich auch Autoquartett genannt wird.
Ebenso gibt es Quartettkarten mit den Bildern von Päpsten oder bekannten Fußballspielern. Zu den Kuriosa unter den Quartettspielen zählen ein Bierquartett, aber auch ein Diktatorenquartett oder ein Massenmörderquartett.